# Dropła (obwód Burgas)
Dropła (bułg. Дропла) – wieś w Bułgarii, w obwodzie Burgas, w gminie Ruen. W 2023 roku liczyła 289 mieszkańców.